# 정사 (역사학)
정사(正史)는 동아시아의 국가들에서 공식적으로 인정·편찬한 역사서 또는 역사적 사실을 말한다. 중국·한국·일본 등에서 주로 등장한 개념으로 특정한 왕조 또는 시대의 역사를 주로 기전체(紀傳體) 형식으로 편찬한 국가 공인 역사서이다. 정사에 반대되는 개념으로는 야사(野史)나 패사(稗史)가 있다.

## 개요
정사라는 개념은 중국에서 처음 시작되었다. 사마천이 《사기》를 편찬한 이래 역대 왕조 또는 개인들은 이전 왕조 또는 시대의 역사를 총체적으로 정리한 역사서를 편찬하였으며 이들 역사서는 국가적으로 ‘정사’로 공인되었다. 일반적으로 당나라 이전까지는 개인 혹은 특정한 가문이 전대 왕조 또는 시대의 역사를 정리하여 역사서를 편찬하였는데 당나라 이후부터는 국가가 공식적으로 편찬하는 것이 관례가 되었다. 국가와 개인이라는 편찬 주체를 정사와 야사 등의 구분 기준으로 삼는 것은 틀리다. 개인이 편찬했어도 왕조가 그 정당성을 인정하면 《사기》처럼 정사로 받아들여진다. 한국과 일본에서도 이러한 정사 편찬의 문화가 전해져 개인 또는 국가의 주도로 정사가 편찬되었다.
정사의 편찬은 기본적으로 전 왕조의 흥망성쇠 과정과 제도문물의 변천을 저술하여 통치의 귀감이 되게 한다는 목적으로 이루어졌다. 이에 따라 전 왕조의 역사를 체계적이고 상세하게 서술할 수 있도록 기전체로 편찬되는 것이 일반적인 원칙이었다. 이와 같은 목적과 달리 실제 정사의 편찬은 당대 왕조의 정당성을 강조하고 전 왕조의 포악성을 부각시키는 등 국가의 입장에 따라 곡필(曲筆)될 가능성이 많았다. 특히 당나라 이후 국가 주도로 편찬되게 되면서부터 정사는 역사서로서의 의의와 가치가 많이 떨어지게 되었다고 평가된다.

## 중국의 정사
중국 정사의 시초는 《사기》이다. 《사기》는 역사 기록을 관리하는 가문의 일원이었던 사마천이 개인적으로 편찬한 기전체 역사서로 동양 역사학의 최고봉으로 꼽힌다. 이후 반고(班固)가 《사기》의 뜻과 체제를 따라 《한서》를 편찬하면서 전 왕조가 멸망하고 다음 왕조가 들어서게 되면 전 왕조의 역사서를 편찬하는 전통이 형성되었다. 범엽의 《후한서》, 진수(陳壽)의 《삼국지》가 뒤이어 정사로 편찬되었다. 이들 4개의 사서는 중국의 정사 가운데 가장 높이 평가되어 흔히 사사(四史) 또는 전사사(前四史)라 불린다. 전사사는 국가의 통제를 받지 않고 개인 및 가업으로만 편찬된 사서이기 때문에 문체나 내용의 가치가 매우 높다. 전사사 이후에도 당나라 이전까지는 개인에 의해 정사가 편찬되었으나 대부분 군주의 명에 의해 편찬되어 전4사에 비해 국가의 통제가 많았다는 점에서 낮은 평가를 받는다. 심약(沈約)의 《송서》, 소자현(蕭子顯)의 《남제서》, 위수(魏收)의 《위서》가 이때 편찬된 정사이다.
당나라는 국가 차원에서 정사의 편찬이 진행되어 정사가 편찬되지 않은 전대 왕조사를 대규모로 편찬하였다. 《진서(晉書)》, 《양서》, 《진서(陳書)》, 《주서》, 《북제서》, 《남사》, 《북사》, 《수서》가 이때 편찬되었다. 당나라는 실록(實錄)을 편찬하는 체제를 정비하여 국가 차원으로 방대한 기록을 형성하였는데 이들 기록을 토대로 하여 이후 국가 주도로 정사를 편찬하는 전통이 확립되었다. 이러한 전통에 따라 후진(後晉) 때에 《구당서》를, 송나라 때에는 《신당서》, 《구오대사》, 《신오대사》가 편찬되었고 원나라는 《송사》, 《요사》, 《금사》를 편찬하였으며, 명나라는 《원사》를, 청나라는 《명사》를 편찬하였다. 당나라와 오대십국시대의 역사는 2개씩 편찬되었는데 이로 인해 먼저 편찬된 사서를 구(舊), 나중에 편찬된 사서를 신(新)이라 구분한다. 이상의 24개 정사를 합쳐서 이십사사(二十四史)라고 부른다.
중화민국은 《원사》를 보충한 《신원사》, 청나라의 역사를 서술한 《청사고》를 편찬하였는데, 이십사사에 《신원사》나 《청사고》 중 하나를 합쳐 이십오사(二十五史)라고 부르기도 하며, 둘 모두를 합쳐 이십육사(二十六史)라고 부르기도 한다. 일반적으로는 이십오사를 말할 때 《신원사》를 포함한 것을 지칭한다.

## 한국의 정사
한국에 한자가 전래된 것은 고조선 시대의 일이다. 국가적 차원에서 역사를 기록하기 시작한 것은 삼국시대의 일로 추측된다. 백제는 근초고왕 때 박사(博士) 고흥(高興)이 《서기(書記)》를 편찬했고, 신라는 진흥왕 때인 545년에 거칠부가 《국사(國史)》를 편찬했다고 한다. 고구려는 국초부터 역사를 기록한 《유기(留記)》 100권이 있었는데 영양왕이 600년에 태학박사(太學博士) 이문진(李文眞)에게 명하여 《신집(新集)》 5권으로 추려 묶도록 하였다. 이러한 기록들은 삼국이 국가적 차원에서 정사에 해당하는 역사를 편찬했다는 사실을 알려주고 있으나, 이들 사서는 현재 전해지지 않는다.
고려 초기에 삼국의 역사를 다룬 《삼국사(三國史)》가 편찬되었던 것으로 보이나 현재는 남아 있지 않아 자세한 것은 알 수 없다. 1145년에 김부식이 왕명을 받아 편찬한 《삼국사기》가 현존하는 가장 오래된 역사서이다. 김부식은 중국의 정사를 편찬하는 전통을 본받아 《삼국사기》를 기전체로 편찬하였다.
조선은 건국 직후부터 중국의 정사 편찬 전통을 따라 고려의 정사를 편찬하는 작업을 진행하였다. 1396년에 조준, 정도전 등이 《고려국사(高麗國史)》 37권을 완성하였고, 세종 때 이를 보완하는 작업을 진행하여 문종 때인 1451년에 《고려사》가 완성되었다. 《고려사》는 중국의 정사체인 기전체로 구성되었으며 고려의 역사를 총체적으로 기록하고 있다. 한편 고려의 역사를 편년체로 간추린 《고려사절요》는 1452년에 완성되었다. 또한 삼국의 역사를 편년체로 간추린 《삼국사절요》도 1476년에 편찬이 되었고, 1485년에는 삼국에서 고려까지를 통사로 묶은 《동국통감》이 편찬되었다. 하지만 이들 중 중국에서 성립된 정사의 요건에 맞는 것은 《삼국사기》와 《고려사》 뿐이다.
조선의 역사를 다룬 기전체 정사는 현재까지 편찬된 것이 없다. 다만 조선에서 공식적으로 편찬한 왕실의 기록인 《조선왕조실록》이 태조부터 철종까지의 상세한 사적을 전하고 있다.

## 일본의 정사
일본의 정사는 보통 ‘육국사(六国史)’라고 부른다. 《일본서기》, 《속일본기》, 《일본후기》, 《속일본후기》, 《일본문덕천황실록(日本文徳天皇実録)》, 《일본삼대실록(日本三代実録)》의 6개 역사서가 정사로 일컬어진다. 이들 육국사는 8세기에 편찬된 《일본서기》를 시작으로 901년에 《일본삼대실록》이 완성될 때까지 국가에서 공식적으로 편찬한 역사서이다. 《일본서기》가 편년체로 처음 편찬된 이래 편년체를 기본으로 국가 주도로 편찬되었는데, 《속일본기》에서 각 인물의 기사에 간단한 전기를 덧붙인 국사체(国史体)라는 형식이 확립된 이래 계속 계승되었다.
《일본삼대실록》 이후로는 국가에 의한 정사의 편찬이 중단되었다. 10세기에 《신국사(新国史)》의 편찬이 추진되었으나 중단되었고, 메이지 유신 이후에 육국사 이후의 정사를 편찬하려는 사업이 진행되었으나 완성하지 못하였다.